# Nguyễn Thành Tám
Nguyễn Thành Tám (11 december 1992) is een Vietnamees wielrenner.

## Carrière
In 2013 Nguyễn hij met Văn Duẩn Lê, Đức Tâm Trịnh en Nguyễn Hung Mai de ploegentijdrit op de Zuidoost-Aziatische Spelen. Twee maanden eerder was hij al nationaal kampioen op de weg geworden, iets wat hij twee jaar later wederom presteerde.
In 2016 wist Nguyễn de tweede etappe van de Ronde van Thailand te winnen door in de sprint Shiki Kuroeda en Thanawut Sanikwathi achter zich te laten. Daarna won Nguyễn de vijfde etappe door Loei Harrif Saleh, die de voorgaande twee etappes wist te winnen, en Park Sang-hoon voor te blijven. In de zesde etappe bereikte hij de finish niet. In 2017 nam Nguyễn voor de derde achtereenvolgende maal deel aan de Ronde van Thailand. Na in de eerste etappe op plek 26 te zijn geëindigd sprintte hij een dag later, achter de thuisrijder Thanawut Sanikwathi, naar de tweede plaats. De vierde etappe won hij door Harrif Saleh en Jevgeni Giditsj in de massasprint achter zich te laten.

## Overwinningen
2013
Vietnamees kampioen op de weg, Elite
 Zuidoost-Aziatische Spelen, Ploegentijdrit
2015
Vietnamees kampioen op de weg, Elite
2016
2e en 5e etappe Ronde van Thailand
2017
4e etappe Ronde van Thailand